# ألبرت دي مون
أدريان ألبرت ماري، كونت مون ، ولد في شاتو دو لوميني ( سين إت مارن ) وتوفي يوم 6 أكتوبر 1914 في بوردو ( جيروند )، هو جندي وسياسي وأكاديمي فرنسي، و يعتبر ايضا مؤسس الكاثوليكية الاجتماعية . ومنظر النقابوية المسيحية .
لقد كان من أنصار الشرعية ودافع عن استعادة الملكية حتى وفاة كونت شامبور في عام 1883 والرسالة العامة في خضم المعاناة (1892) التي تدعو إلى حشد الكاثوليك من أجل الجمهورية .